# 丹後平定
丹後平定是織田家臣細川藤孝在天正六年（1578年）11月起，攻打丹後國大名一色義道的戰事，最後一色氏戰敗，投降織田家，細川藤孝獲得丹後國南邊兩郡為領地。

## 戰況
天正六年（1578年）冬季11月，由於丹後國大名一色義道傾向與織田家為敵的將軍足利義昭，還收容足利家臣，而且在天正三年（1575年）時義道之父一色義幸過世後，丹後豪族不甚信服一色義道，因此明智光秀便進言要謀奪丹後國。
因此織田信長命令家臣細川藤孝父子攻打一色氏，細川藤孝遂領軍進入丹後與佐郡上宮津一帶的豬岡八幡山布陣，與一色家臣小倉播磨守、野村將監、川島備前守、井上佐渡守、小倉筑前守、日置弾正、日置小次郎、千賀常陸介、千賀山城守等數度來回互戰，卻吃了敗仗，細川藤孝遂將此事報知攻打丹波國的明智光秀，明智光秀便派遣日置城主松井四郎右衛門率400人，以加 悦城主有吉將監為陣代進入丹後國加佐郡大內山支援細川藤孝，包圍了布陣在引土山的一色義道本陣，一色義道自覺城砦防備稀微不夠堅固，便率領帳下諸將退回居城建部山城籠城抵抗織田軍。
天正七年（1579年）春季1月，在細川藤孝的計謀下，對一色家臣展開策誘，使一色義道父子漸受孤立，一色義道自覺難以取勝，決定放棄建部山城退往中山城抗戰。不料中山城主沼田幸兵衛已暗中接受松井四郎右衛門跟有吉將監的策反，將此一情報洩漏給細川藤孝，因此細川藤孝、細川忠興父子揮師大雲川截擊一色軍，兵力有4千7百人跟1萬4千7百人等說法。當時一色義道率領的軍隊共2千3百人，雙方歷經三日的混戰，一色軍遭到細川藤孝擊破，而沼田幸兵衛又在當夜引細川軍入中山城，導致一色軍的士卒大半討死，一色義道戰敗之際，於大雲川附近切腹自盡，家臣小倉播磨守等戰死。而義道之子一色義定當時已先一步率百餘騎潛伏大船山。
一色義定聞訊後，一方面準備率領殘軍退往奧丹後，同時也在大船山統領家臣突襲細川藤孝的本陣，討取細川軍149人，細川忠興兄弟退回建部山城，一色義定取勝後也領兵退出與佐郡進入弓木城籠城防備，聯合依然效忠一色家的家臣，整合丹後國奧三郡的兵馬共同抵抗細川軍。
同年4月，細川藤孝父子參加有岡城之戰，7月又出兵協助明智光秀攻打丹波峰山城，隨後細川藤孝父子再度統領松井康之、有吉立行、志水清久等共3千兵馬及明智光秀的援軍300人攻打丹後弓木城，但費時二十多日仍沒法攻下，遂派遣使者透過一色家臣櫻井豐前守，對一色義定勸降，一色義定覺得也難匹敵細川藤孝父子，決定投降，其家臣大嶋對馬守、櫻井豐前守、矢野藤一郎也交出人質表示投降，而奧山城的矢野志摩守自持城池險要，意圖繼續籠城抗戰，結果被細川、明智聯軍攻破，城兵多數遭到討取，矢野志摩守臣降，佐野城的佐野備前、佐野源五郎也糾集領民持續籠城，也遭到細川軍攻破，佐野源五郎逃亡，其餘的栗田城主川島備前守、宮津城主小倉玄蕃允・總村城主北莊鬚九郎，聟山城主日置彈正、中村城主千賀兵大夫等丹後國城主陸續歸降織田家，
雙方約定細川藤孝領建部山城（後改名田邊城），一色義定於弓木城分治丹後國，細川藤孝將女兒嫁給一色義定為妻，作為雙方和睦的條件。，在明智光秀仲裁下，一色義定續領奧丹後的中郡、竹野郡跟熊野郡，細川藤孝則領有與佐郡、加佐郡。
織田信長於天正八年（1580年）同意和談條件後，細川藤孝在天正九年（1581年）3月正式進入丹後國宮津，當年3月25日時也將原本的領地勝龍寺城交還，織田信長派遣矢部家定跟豬子兵介前往檢地。同年5月，細川藤孝正式將女兒嫁給一色義定。